# Bertil målare

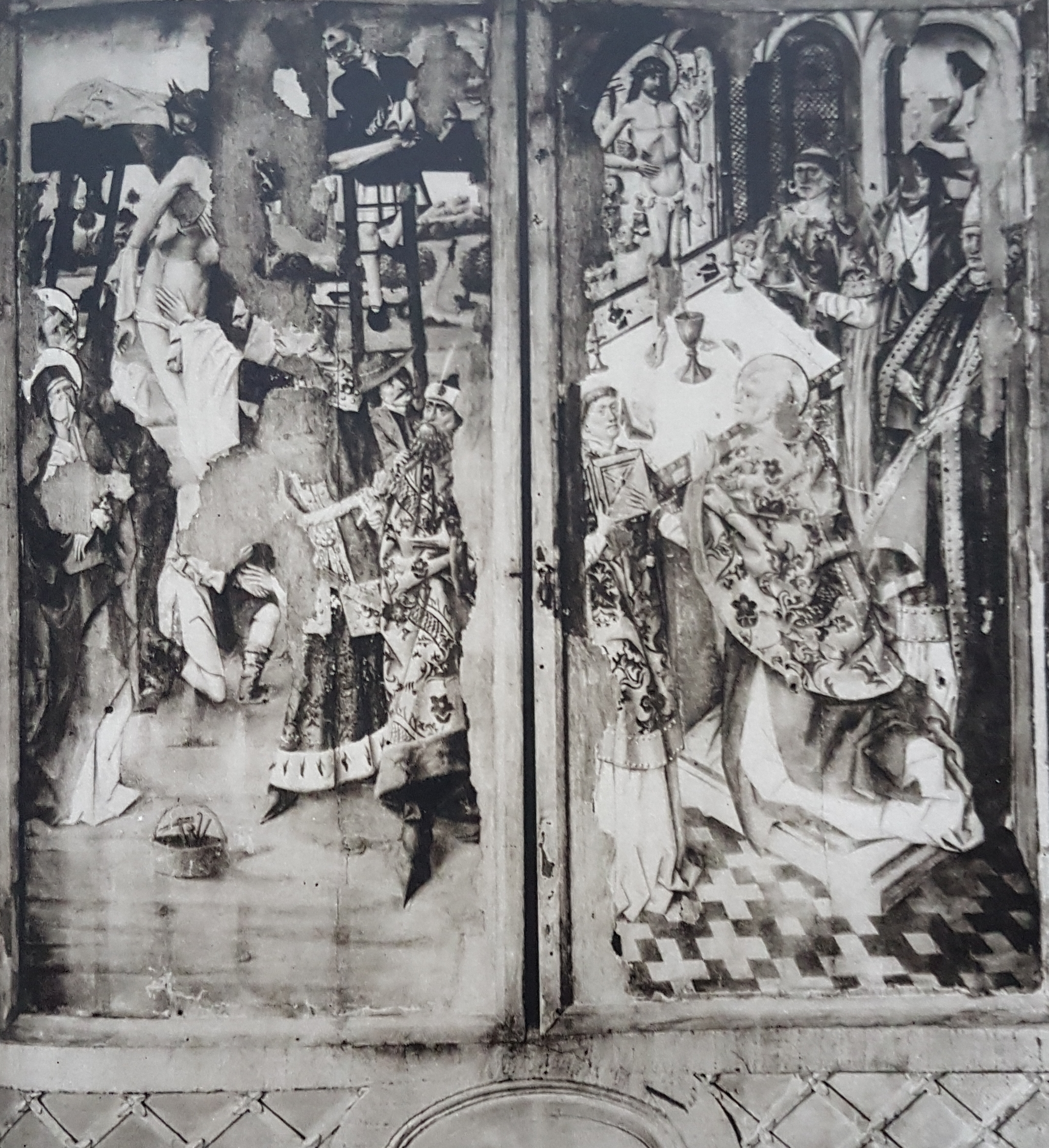
Altarskåp Boglösa kyrka utfört av Bertil Målare

Bertil målare var en målare verksam i Stockholm under 1470- och 1480-talen, troligen även verksam som träsnidare.
Bertil målare förekommer ofta Stockholms stads tänkeböcker och förefaller även varit verksam som handelsman, åtminstone med järn. Fortfarande 1476 och 1477 uppges han ännu inte vara borgare i Stockholm och verkar ha varit verksam på annat håll tidigare. Av namnet att döma var han dock svensk. 1478-1481 omtalas i ett mål en "tavla" som Bertil målare utfört för Boglösa kyrka, vilket ursprungligen varit avsett för Helga Lekamens gilles kor i Storkyrkan. Inga andra arbeten av honom är kända.